# Шавловский, Станислав Семёнович
Станисла́в Семёнович Шавло́вский (1 мая 1945, Красноярск — 22 мая 2025) — советский и российский театральный художник, главный художник Владимирского академического драматического театра с 1985 по 2025 годы. Лауреат Государственной премии РФ (2001).

## Биография
Родился 1 мая 1945 года в городе Красноярске. Интерес к театру у Станислава проявился ещё в детстве.
Учась в средней общеобразовательной школе (1952—1959 гг.), Станислав посещал изостудию при Дворце Культуры завода завода «СИБТЯЖМАШ» (учитель Владимир Фальков).
После школы окончил сначала Красноярскую художественную школу им. В. И. Сурикова (1963 г.), а затем Красноярское художественное училище им. В. И. Сурикова (1968 г.). Именно в этот период он познакомился с известным красноярским живописцем Андреем Геннадьевичем Поздеевым. Андрей Поздеев повлиял на творчество молодого Станислава и сыграл в его жизни важную роль. После окончания художественного училища Станислав работал старшим художником-декоратором в Красноярском ТЮЗе под руководством главного художника театра Светланы Ставцевой и художников-постановщиков Риммы Юношевой и Валентина Коновалова.
В 1975 г. Шавловский окончил Ленинградский государственный институт театра, музыки и кинематографии имени Н. К. Черкасова (ЛГИТМиК), мастерскую народного художника РФ Эдуарда Степановича Кочергина. Дипломной работой Станислава, получившей оценку «отлично», было оформление спектакля (защита макета) по пьесе У. Шекспира «Бесплодные усилия любви», режиссёр — студент режиссёрского курса А. А. Музиля — Ю. Копылов. Этот проект был подготовлен в стенах института (ЛГИТМиКа), а практически осуществлён в «Красноярском драматическом театре им. А. С. Пушкина» (главный режиссёр театра — Валерий Бухарин).
По окончании курса С. Шавловскому по специальности «Театральная техника и оформление спектакля»  присвоена квалификация «художник-технолог сцены».
Ещё будучи студентом ЛГИТМиКа, в 1973—1974 гг., Шавловский приглашался руководством Красноярского ТЮЗа на постановки спектаклей:
- 1973 г. — «Ромео, Джульетта и тьма» (Ян Отченашек), режиссёр Ю. Копылов
- 1974 г — «Весенние перевёртыши» (В. Тендряков), режиссёр А. Ерин
- 1975 г. — «В списках не значился» (Б. Васильев), режиссёр А. Попов

По распределению учебной комиссии театрально-постановочного факультета ЛГИТМиКа, Станислав Шавловский был направлен на работу в «Красноярский театр юного зрителя им. Ленинского комсомола». В Красноярском ТЮЗе С. Шавловский работал главным художником театра с 1975 по 1977 гг.
Спектакли этого периода:
- «Мери Поппинс» (П. Трэверс), режиссёр Б. Цейтлин
- «Ситуация» (В. Розов), Режиссёр А. Попов
- «Женитьба» (Н. Гоголь), Режиссёр Б. Цейтлин
- «Царь Борис» (А. Толстой), режиссёр Л. Стукалов

Вскоре в Красноярский ТЮЗ приехал выпускник ЛГИТМиКа, режиссёр Юрий Семенович Копылов. Копылов и Шавловский выпустили спектакли:
- «Сказ о четырёх близнецах» (Болгарская сказка)
- «Ромео, Джульетта и тьма» (Ян Отченашек)

Красноярский драматический театр им. А. С. Пушкина пригласил режиссёра Юрия Копылова и сценографа Станислава Шавловского поставить спектакль «Бесплодные усилия любви» (У. Шекспир).
26 декабря 1976 года был создан Орловский ТЮЗ в г. Орёл. Основателями этого театра были главный режиссёр Юрий Семёнович Копылов и главный художник Станислав Семёнович Шавловский. Они с группой актёров-единомышленников из Красноярска и других городов создали в 1970-80-х годах театр, привлекший многочисленную аудиторию молодёжи и юных зрителей и огромный интерес столичных театральных критиков.
1976—1983 гг. Шавловский — главный художник Орловского ТЮЗа. В этот период Орловский ТЮЗ стал заметным явлением театральной жизни станы.
В этом театре режиссёр Ю. С. Копылов и сценограф С. С. Шавловский выпустили следующие спектакли:
- «Двенадцатая ночь» У. Шекспира (1977)
- «Колонисты» В. Дурненкова по А. С. Макаренко (1977)
- «Стеклянный зверинец» Т. Уильямса (1977)
- «Жанна д’Арк» Дж. Б. Шоу (1978)
- «Троил и Крессида» У. Шекспира (1979)
- «Профессор Полежаев» Л. Рахманова (1980)
- «Плутни Скапена» Ж. Б. Мольера (1983) и мн. др.

С 1985 — главный художник Владимирского академического драматического театра .
Станислав Шавловский занимался и педагогической деятельностью. Совместно с супругой, Софьей Ивановной Тучиной, он организовал и провёл экспериментальный авторский курс «режиссёров-сценографов малых форм театра» во Владимирском областном колледже культуры и искусства.
Скончался 22 мая 2025 года.

## Семья
Супруга, Софья Ивановна Тучина, училась на режиссёрском курсе ЛГИТМиКа. Режиссёр, педагог, артистка. Работала старшим преподавателем Владимирского областного колледжа культуры и искусства. В качестве актрисы снималась в сериалах: «Кулагин и партнёры», «След», «Детективы», «Прокурорская проверка» и в др.

## Творчество
В послужном списке сценографа Шавловского более двухсот постановок.
Значительная часть его творчества связана с известным театральным режиссёром, народным артистом РФ Юрием Копыловым (1942—2012). Ю. С. Копылов считал Шавловского сценографом философского плана, говорил, что «он (Шавловский) абсолютно автономен, и, сколько бы мы с ним ни говорили, он все сделает по-своему. Но от этого насилия освобождаешься, когда вместе с артистами начинаешь привыкать к пространству сценографии, когда вдруг приходит ощущение, что пространство помогает, раскручивает те же самые мысли, которые обдумал с артистами, прибавляются идеи Шавловского, и дорога становится шире, шагнешь чуть в сторону — и возникает ещё одна объёмная мысль!»
Более сорока лет Шавловский сотрудничал с театрами по всей России. Он работал с Вадимом Радуном (Псковский драм. театр), Григорием Цинманом (Саратовский ТЮЗ), Патраковым, Станиславом Таюшевым (Астрахань), Семёном Иоаниди (Новосибирск), Борисом Соловьёвым (Кемерово), Ашотом Восканяном (в Чебоксарском, Чувашском, Новочеркасском театрах), Львом Шехтманом и другими.

## Основные спектакли

### Орловский ТЮЗ[5]
- 1977 — «Двенадцатая ночь» У. Шекспир, режиссёр Ю. Копылов
- 1977 — «Жестокость» П. Нилин, режиссёр Ю. Копылов
- 1977 — «Колонисты» В. Дурненков, режиссёр Ю. Копылов
- 1977 — «Третья ракета» В. Быков, режиссёр Б. Цейтлин
- 1977 — «Персональное дело» В. Суглобов, режиссёр Ю. Копылов
- 1977 — «Стеклянный зверинец» Т. Уильямс, режиссёр Б. Цейтлин
- 1978 — «Ала Ад-Дин и волшебный светильник» В. Виткович, режиссёр Ю. Копылов
- 1978 — «Жанна д’Арк» Дж. Б. Шоу, режиссёр Ю. Копылов
- 1978 — «И был выпускной вечер» А. Ремез, режиссёр Ю. Копылов
- 1978 — «Остановите Малахова» В. Аграновский, режиссёр Ю. Копылов
- 1979 — «Троил и Крессида» У. Шекспир, режиссёр Ю. Копылов
- 1980 — «Неистовый гасконец» А. Дюма, режиссёр Ю. Копылов
- 1980 — «Профессор Полежаев» Л. Рахманов, режиссёр Ю. Копылов
- 1981 — «Отпуск по ранению» В. Кондратьев, режиссёр Ю. Копылов
- 1981 — «Доживем до понедельника» Г. Полонский, режиссёр А. Ерин
- 1983 — «Плутни Скапена» Ж. Б. Мольер, режиссёр Ю. Копылов
- 1983 — «С весной я к тебе вернусь» А. Казанцев, режиссёр Ю. Копылов

### Саратовский академический театр имени К. Маркса[10]
- «Гекуба» Еврипид, режиссёр А. Дзекун
- «Лисички» Л. Хельман, режиссёр А. Дзекун
- «Ужасные родители» Ж. Кокто, режиссёр А. Дзекун
- «Дядюшкин сон» Ф. М. Достоевский, режиссёр А. Дзекун
- «Член Правительства» К. Виноградская, режиссёр А. Дзекун
- «Любовь — книга золотая» А. Толстой, режиссёр А. Дзекун
- «Мсье Амилькар, или человек, который платит» И. Жамиак, режиссёр А. Дзекун
- «Картина» В. Славкин, режиссёр А. Дзекун
- «Макбет» У. Шекспир, режиссёр А. Дзекун
- «Каса Мара» И. Друцэ, режиссёр Ю. Копылов
- «Авгиевы Конюшни» М. Рощин, режиссёр Ю. Копылов

### Саратовский академический театр юного зрителя им. Ю. П. Киселёва
- 2004 — «Очень простая история» М. Ладо, режиссёр Г. Цинман
- 2006 — «Холодное сердце» Г. Андерсен
- 2006 — «Волшебные кольца Альманзора» Т. Габбе

### Ульяновский драматический театр
- 1988 — «Ричард II» У. Шекспир, режиссёр Ю. Копылов
- 1989 — «Медея» Л. Разумовской, режиссёр Ю. Копылов
- 1992 — «Шлюк и Яу» Г. Гауптман, режиссёр Ю. Копылов
- 1992 — Трилогия «Монархи» по А. К. Толстому, режиссёр Ю. Копылов
- 1992 — «Волки и овцы» А. Н. Островский, режиссёр Ю. Копылов
- 1992 — «Ужасные родители» Ж. Кокто, режиссёр Ю. Копылов
- 1994 — «Двенадцатая ночь» У. Шекспир, режиссёр Ю. Копылов
- 1994 — «Ромео и Джульетта» У. Шекспир, режиссёр Ю. Копылов
- 1995 — «Чайка» А. П. Чехов, режиссёр Ю. Копылов
- 1996 — «Мера за меру» У. Шекспир, режиссёр Ю. Копылов
- 1997 — «Гамлет» У. Шекспир, режиссёр Ю. Копылов
- 1997 — «Тартюф» Ж.-Б. Мольер, режиссёр Ю. Копылов
- 1999 — «Слуга двух господ» К. Гольдони, режиссёр Ю. Копылов
- 1999 — «История города Глупова» М. Е. Салтыков-Щедрин, режиссёр В. Климовский
- 2000 — «Генрих IV» Л. Пиранделло, режиссёр Ю. Копылов
- 2000 — «Обрыв» И. А. Гончаров, режиссёр Ю. Копылов
- 2000 — «Лев зимой» Дж. Голдмен, режиссёр Ю. Копылов
- 2001 — «Актриса» А. Н. Толстой, режиссёр А. Восканян
- 2003 — «Дьявол и Господь Бог» Ж.-П. Сартр, режиссёр Ю. Копылов
- 2006 — «Павел I» Д. С. Мережковский, режиссёр Ю. Копылов
- 2008 — «Король Лир» У. Шекспир, режиссёр Ю. Копылов.

### Димитровградский театр драмы им. А. Н. Островского
- «Дядя Ваня» А. П. Чехов, режиссёр А. Восканян
- «На бойком месте» А. Н. Островский, режиссёр Д. Патраков
- «Прошлым летом в Чулимске» А. Вампилов, режиссёр А. Восканян
- «Блез» К. Манье, режиссёр А. Восканян
- «Бесплодные усилия любви» У. Шекспир, режиссёр А. Восканян
- «Верую» по рассказам В. М. Шукшина, режиссёр А. Восканян
- «Родственники» Э. Брагинский, Э. Рязанов, режиссёр А. Восканян

### Владимирский академический театр драмы
- «Мера за меру» У. Шекспир, режиссёр Ю. Копылов
- «Иванов», А. П .Чехов, режиссёр Ю. Копылов
- «Оптимистическая трагедия» Вс. Вишневский, режиссёр Ю. Копылов
- «Нашествие» Л. Леонов, режиссёр Ю. Копылов
- «Подсвечник» А. Де Мюссе, режиссёр Ю. Копылов
- «Жанна» А. Галина, режиссёр Ю. Копылов
- «Бешеные деньги» А. Н. Островский, режиссёр В. Иванов
- «Скамейка» А. Гельман, режиссёр Л. Соловьев.
- «Наследники» (Васса Железнова) А. М. Горький, режиссёр А. Бурков
- «Женитьба Фигаро» П. Бомарше, режиссёр Ю. Калантаров
- «Баллада о Солдате» Г. Чухрай и В. Ежов, режиссёр А. Бурков
- «Свадьба Кречинского» А. В. Сухово-Кобылин, режиссёр С. Морозов
- «Трехгрошовая опера» Б. Брехт, режиссёр М. Асафов
- «Любовь под вязами» Ю. О Нил, режиссёр Л. Шехтман
- «Антигона» Ж. Ануй, режиссёр Л. Шехтман
- «Шум за сценой» М. Фрейн, режиссёр О. Белинский
- «Страсти по соломенной шляпке» Э.Лабиш, режиссёр Л. Гордеева
- «Пассажир без багажа» Ж.Ануй, режиссёр М. Асафов
- «Примадонны» К. Людвиг, режиссёр М. Асафов

### Государственный Русский театр Чувашской Республики
- «Анна Каренина» Л. Н. Толстой, режиссёр А. Восканян
- «Ревизор» Н. В. Гоголь, режиссёр А. Восканян
- «Трактирщица» К. Гольдони, режиссёр А. Восканян
- «Кукушкины слёзы» А. Н. Толстой, режиссёр А. Восканян
- «Ретро» А. Галин, режиссёр А. Восканян
- «№ 13» Р. Куни, режиссёр А. Восканян

### Донской театр драмы и комедии им. В. Ф. Комиссаржевской
- «Комната невесты» В. Красногоров, режиссёр А. Восканян
- «Человек из Ламанчи» Д. Вассерман, режиссёр А. Восканян
- «Инспектор Рафинг» Д. Нигро, режиссёр А. Восканян
- «Цилиндр» Э.Де Филиппо, режиссёр А. Восканян.

## Признание и награды
- 2001 — Лауреат Государственной премии Российской Федерации в области литературы и искусства[2]
- 2005 — Дипломант Всероссийского конкурса «Хрустальная роза Виктора Розова»[11]
- 2008 — Лауреат театральной премии Владимирской области «За особо выдающийся вклад в развитие театрального искусства» имени Е. Евстигнеева[12]
- 2016 — Медаль ордена «За заслуги перед Отечеством» II степени — за большие заслуги в развитии отечественной культуры и искусства, многолетнюю плодотворную деятельность[13]